# Alkalije
Alkalija (ar.: al-qaly القلي, القالي = soni pepeo, pepeo soli) u hemiji su bazne, jonske soli alkalno metalnih ili zemnoalkalno metalnih hemijskih elemenata. Alkalije se takođe mogu definisati kao baze koje se rastvaraju u vodi. Rastvor baza ima  vrednost veću od 7,0. Pridev alkalni je uobičajen, a manje se koristi bazni u većini evropskih jezika, kao sinonim za bazne, posebno za bazne supstance koje su rastvorne u vodi. Ova široka upotreba izraza verovatno potiče od činjenice da su prve poznate baze imale svojstva saglasna Arhenijusovoj definiciji baza, odnosno teoriji kiselo-baznih reakcija, a one su i dalje među najčešćim bazama.

## Opšta obeležja
Alkalije su sve Arenijusove baze, koje imaju hidroksidne jone (OH–) kada su rastvorene u vodi. Zajednička svojstva baznih vodenih rastvora uključuju:
- Umerena koncentracija (više od 10–3M) sa pH 7,1 ili većim. To znači da da uzrokuju prelaz fenolftaleina od bezbojnosti do ružičaste boje.
- Koncentrovani rastvori su kaustični (uzrokuju hemijske opekotine).
- Alkalni rastvori su klizavi ili sapuničasti na dodir, zbog saponifikacije masnih materija na površini kože.
- Baze su obično rastvorne u vodi, iako su neke, poput barijum karbonata samo rastvorljive kada reagiraju sa kiselim vodenim rastvorima.

## Razlika između alkalija i baza
Termini „alkalije” i „baze” se često koriste kao sinonimi, a posebno izvan konteksta hemije i hemijskog inženjerstva. Postoje razne konkretnije definicije za koncept alkalija. Alkalije se obično definišu kao podskup baza. Obično je izabran jedan od dva podskupa.
- Osnovne soli nekih alkalnih metala ili zemnoalkalnih metala. Ovo obuhvata Mg(OH)2, ali isključuje NH3.
- Bilo koja baza koja je rastvorljiva u vodi i formira hidroksidne jone.[5][6][7] ili rastvor baze u vodi.[8]

Drugi podskup baza su takozvane „Arenijusove baze”.

## Baznoalkalne reakcije
| Opšte  | {\displaystyle \mathrm {MOH\ \rightleftharpoons \ M^{+}+OH^{-}} }                                          |                                                                                         | {\displaystyle \mathrm {B+H_{2}O\ \rightleftharpoons \ BH^{+}+OH^{-}} } |
| Primer | {\displaystyle \mathrm {NaOH\ \rightleftharpoons \ Na^{+}+OH^{-}} }                                        | {\displaystyle \mathrm {NH_{3}+H_{2}O\ \rightleftharpoons \ NH_{4}^{+}+OH^{-}} }        |                                                                         |
| Primer | {\displaystyle \mathrm {Ca(OH)_{2}\ \rightleftharpoons \ Ca^{2+}+2\ OH^{-}} }                              | {\displaystyle \mathrm {PO_{4}^{3-}+H_{2}O\ \rightleftharpoons \ HPO_{4}^{2-}+OH^{-}} } |                                                                         |
| Primer | {\displaystyle \mathrm {H_{3}C{-}NH_{2}\ +\ H_{2}O\ \rightleftharpoons \ H_{3}C{-}NH_{3}^{+}\ +\ OH^{-}} } |                                                                                         |                                                                         |
| Primer | {\displaystyle \mathrm {+\ H_{2}O\ \rightleftharpoons \ OH^{-}\ +} }                                       |                                                                                         |                                                                         |

Kod slabih i umereno jakih baza koje su prisutne u rastvorima, u reakcijama ravnoteže učestvuju sve komponente koje su uključene u reakciji. Dva reagensa se razlikuju samo po prisustvu ili odsustvu protona (H+). Odgovarajući kiselinsko-bazni par čini čestice koje imaju odgovarajući proton, koji se naziva protonski donor. Čestica koje imaju sposobnost da apsorbuju proton, nazivaju se akceptori protona. Čitava reakcija se naziva protoliza. Jačina baze je opisana položajem ravnoteže (bazna konstanta).
| {\displaystyle \mathrm {\ {\color {Blue}B}+{\color {OliveGreen}H_{2}O}\ \rightleftharpoons \ {\color {Blue}BH^{+}}+{\color {OliveGreen}OH^{-}}} } {\displaystyle \mathrm {{\color {blue}H^{+}Akceptor}+{\color {OliveGreen}H^{+}Donor}\ \rightleftharpoons \ {\color {blue}H^{+}Donor}+{\color {OliveGreen}H^{+}Akceptor}} } |

U jakim i vrlo jakim bazama, ravnotežna reakcije su potpuno na strani OH- jona. To je na primer slučaj u reakciji alkalnih metala s vodom:
{\displaystyle \mathrm {NaOH\ \rightleftharpoons \ Na^{+}+OH^{-}} }
Katjon Na+ pritom nema nikakvu ulogu. Hidroksidni jon je ovde stvarna baza, a vodeni proton donor:
| {\displaystyle \mathrm {OH^{-}+H_{2}O\ \rightleftharpoons \ H_{2}O+OH^{-}} } {\displaystyle \mathrm {H^{+}Akceptor+H^{+}Donor\ \rightleftharpoons \ H^{+}Donor+H^{+}Akceptor} } |

Alkaliteti alkalnog rastvora se više ne razlikuju u vodenoj sredini. Zbog ove ravnoteže može nastati jaka, do vrlo jake baze (natrijuma). Ovde se govori o efektu izjednačavanja (istog proizvođača) vode. Za razliku od toga, jačina vrlo jake baze, određena je ravnotežnom konstantom u nevodenim rastvorima i prenosi je na vodeni rastvarač.
Voda ima važnu ulogu u kiselo-baznim reakcijama. Pored proteolize, voda je sposobna da vrši autoprotolizu. To može osloboditi proton i - oblik, ili dodati proton i 3O+ oblik. Ovde deluje kao baza, a u drugoj reakciji kao kiselina.
| {\displaystyle \mathrm {H_{2}O+H_{2}O\ \rightleftharpoons \ H_{3}O^{+}+OH^{-}} } {\displaystyle \mathrm {H^{+}Akceptor+H^{+}Donor\ \rightleftharpoons \ H^{+}Donor+H^{+}Akceptor} } |

## Alkalne soli
Soli alkalija su rastvorljivi hidroksidi alkalnih metala i zemnoalkalnih metala, među kojima su opšti primeri:
- Natrijum hidroksid – često zvani „kaustična soda”;
- Kalijum hidroksid – obično zvani „kaustična potaša”;
- Ceđ – generički naziv za bilo koji od prethodna dva, ili čak i za mešavinu;
- Kalcijum hidroksid – zasićeni rastvor poznat kao krečna voda
- Magnezijum hidroksid – atipska alkalija zbog niske rastvorljivosti u vodi (iako se smatra otpuštenim delom jake baze zbog potpune disocijacije njenih jona)

## Alkalno zemljište
Tla čija je pH vrednost veća od 7,3, obično se definiraju kao alkalna. Mogu se javiti prirodno ili pod uticajem alkalnih soli. Iako nekim biljkama pogoduje malo bazno zemljište (uključujući i povrće kao što su kupus i stočna hrana poput nekih trava), većina biljaka bolje uspeva u blago kiselom tlu (sa pH između 6,0 i 6,8), dok alkalno tlo kod njih može da uzrokuje probleme.

## Alkalna jezera
Alkalna jezera, koja se takođe zovu sodna jezera, isparavanjem prirodno koncentrišu karbonatne soli, što dovodi do alkalnih i često slanih jezera. Primeri alkalnih jezera su:
- Alkalno jezero, Okrug Lejk (Oregon);[9][10]
- Jezero Boldvin, San Bernardino okrug, Kalifornija;[11]
- Jezero Ber na granici Jute i Ajdaha[12][13]
- Jezero Mono, blizu doline Ovens u Kaliforniji
- Jezero Redberi, Saskačevan;[14]
- Jezero Samer, Okrug Lejk (Oregon);
- Jezero Tramping, Saskačevan;
- Jezero Magadi u Keniji:
- Jezero Turkana u Keniji (najveće jezero na svetu);[15][16]
- Postoje takođe alkalna jezera i u [[Australija]|Australiji]];
- Medveđe jezero, Ajdaho–Juta.[17] na granici između država Juta i Ajdaho, Sjedinjene Države.

## Literatura
- J., Laidler K. chemistry with biological applications. Benjamin/Cummings (1978). Physical. Menlo Park. ISBN 978-0-8053-5680-9.
- H., Petrucci R.; Harwood W. S.; Herring F. G. (2002). General Chemistry, 8th Ed. New York: Prentice-Hall. ISBN 978-0-13-014329-7.
- Whitten K.W.; Gailey K. D.; Davis R. E. (1992). General chemistry, 4th Ed. Philadelphia: Saunders College Publishing. ISBN 978-0-03-072373-5.
- Atkins P.; Paula J. (2006). Physical chemistry, 8th Ed. San Francisco: W. H. Freeman. ISBN 978-0-7167-8759-4.
- Whitten, Kenneth W.; Peck, Larry; Davis, Raymond E.; Lockwood, Lisa; Stanley, George G. (2009). Chemistry (9th изд.). ISBN 978-0-495-39163-0.
- Zumdahl, Steven; DeCoste, Donald (2013). Chemical Principles (7th изд.). Mary Finch.
- Ebbing, D.D., & Gammon, S. D. General chemistry . Boston, MA: Houghton Mifflin.
- Pavia, D.L., Lampman, G.M., & Kriz, G.S. Organic chemistry volume 1: Organic chemistry 351. Mason, OH: Cenage Learning. 2004.  978-0-7593-4727-4.
- Hogan, C.Michael. 2010. Calcium. eds. A.Jorgensen, C. Cleveland. Encyclopedia of Earth. National Council for Science and the Environment.
- Maguire, Michael E. "Alkaline Earth Metals." Chemistry: Foundations and Applications. Ed. J. J. Lagowski. Vol. 1. New York: Macmillan Reference USA, 2004. 33–34. 4 vols. Gale Virtual Reference Library. Thomson Gale.
- Silberberg, M.S., Chemistry: The molecular nature of Matter and Change (3e édition, McGraw-Hill 2009)
- Petrucci R.H., Harwood W.S. et Herring F.G., General Chemistry (8e édition, Prentice-Hall 2002)
- McArthur, Lewis A.  Oregon Geographic Names, Fourth ed. 1974. Edwards Brothers. Ann Arbor, MI
- Peterson, F. Ross (1994). „Bear Lake”.  Ур.: Powell, Allan Kent. Utah History Encyclopedia. Salt Lake City, Utah: University of Utah Press. ISBN 0874804256. OCLC 30473917. Архивирано из оригинала 13. 01. 2017. г. Приступљено 19. 01. 2022.
- Johnson, T.C.; J.O. Malala (2009). „Lake Turkana and its connection to the Nile”.  Ур.: H.J. Dumont. The Nile. Monographiae Biologicae. 89. Springer Science + Business Media B.V. стр. 287—306. ISBN 978-1-4020-9725-6.
- Bloszies, C.; Forman, S. L.; Wright, D. K. (1. 9. 2015). „Water level history for Lake Turkana, Kenya in the past 15,000 years and a variable transition from the African Humid Period to Holocene aridity”. Global and Planetary Change. 132: 64—76. doi:10.1016/j.gloplacha.2015.06.006.
- Costa, Kassandra; Russell, James; Konecky, Bronwen; Lamb, Henry (1. 1. 2014). „Isotopic reconstruction of the African Humid Period and Congo Air Boundary migration at Lake Tana, Ethiopia”. Quaternary Science Reviews. 83: 58—67. Bibcode:2014QSRv...83...58C. doi:10.1016/j.quascirev.2013.10.031.
- Tierney, Jessica E.; Russell, James M.; Sinninghe Damsté, Jaap S.; Huang, Yongsong; Verschuren, Dirk (1. 4. 2011). „Late Quaternary behavior of the East African monsoon and the importance of the Congo Air Boundary”. Quaternary Science Reviews. 30 (7–8): 798—807. Bibcode:2011QSRv...30..798T. doi:10.1016/j.quascirev.2011.01.017.
- Junginger, Annett; Roller, Sybille; Olaka, Lydia A.; Trauth, Martin H. (15. 2. 2014). „The effects of solar irradiation changes on the migration of the Congo Air Boundary and water levels of paleo-Lake Suguta, Northern Kenya Rift, during the African Humid Period (15–5 ka BP)”. Palaeogeography, Palaeoclimatology, Palaeoecology. 396: 1—16. Bibcode:2014PPP...396....1J. doi:10.1016/j.palaeo.2013.12.007.